# Kastell Eulbach
Das Kastell Eulbach war ein römisches Numeruskastell der älteren Odenwaldlinie des Neckar-Odenwald-Limes. Das heutige Bodendenkmal liegt auf der Flur des Weilers Eulbach im Osten des Stadtgebietes von Michelstadt im Odenwaldkreis in Hessen.

## Lage

Lageplan (1895)

Kastellgrundriss (Grabungsbefunde 1895)

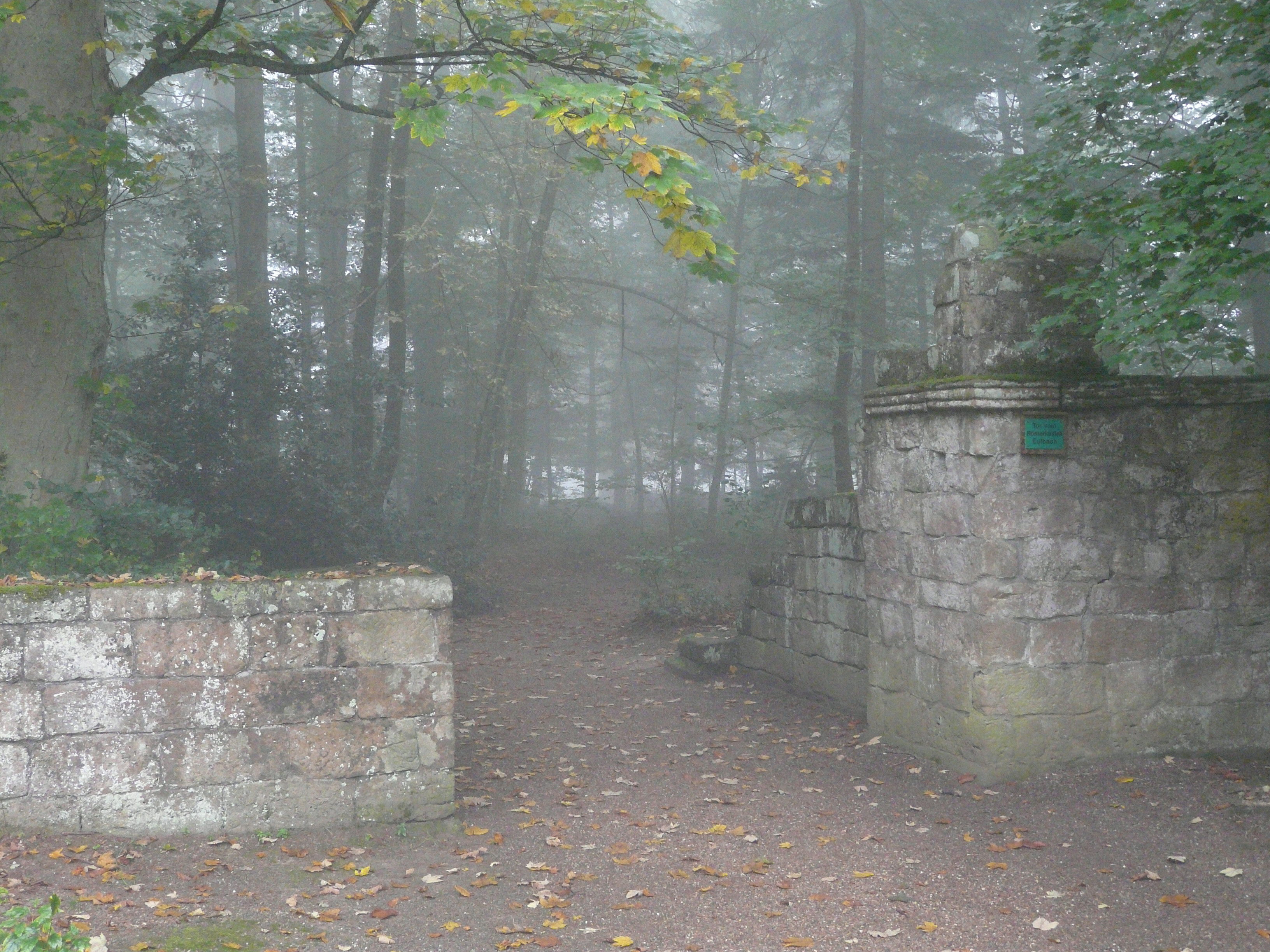
Rekonstruktion der Toranlage im Eulbacher Park (Anfang 19. Jh.), Außenansicht

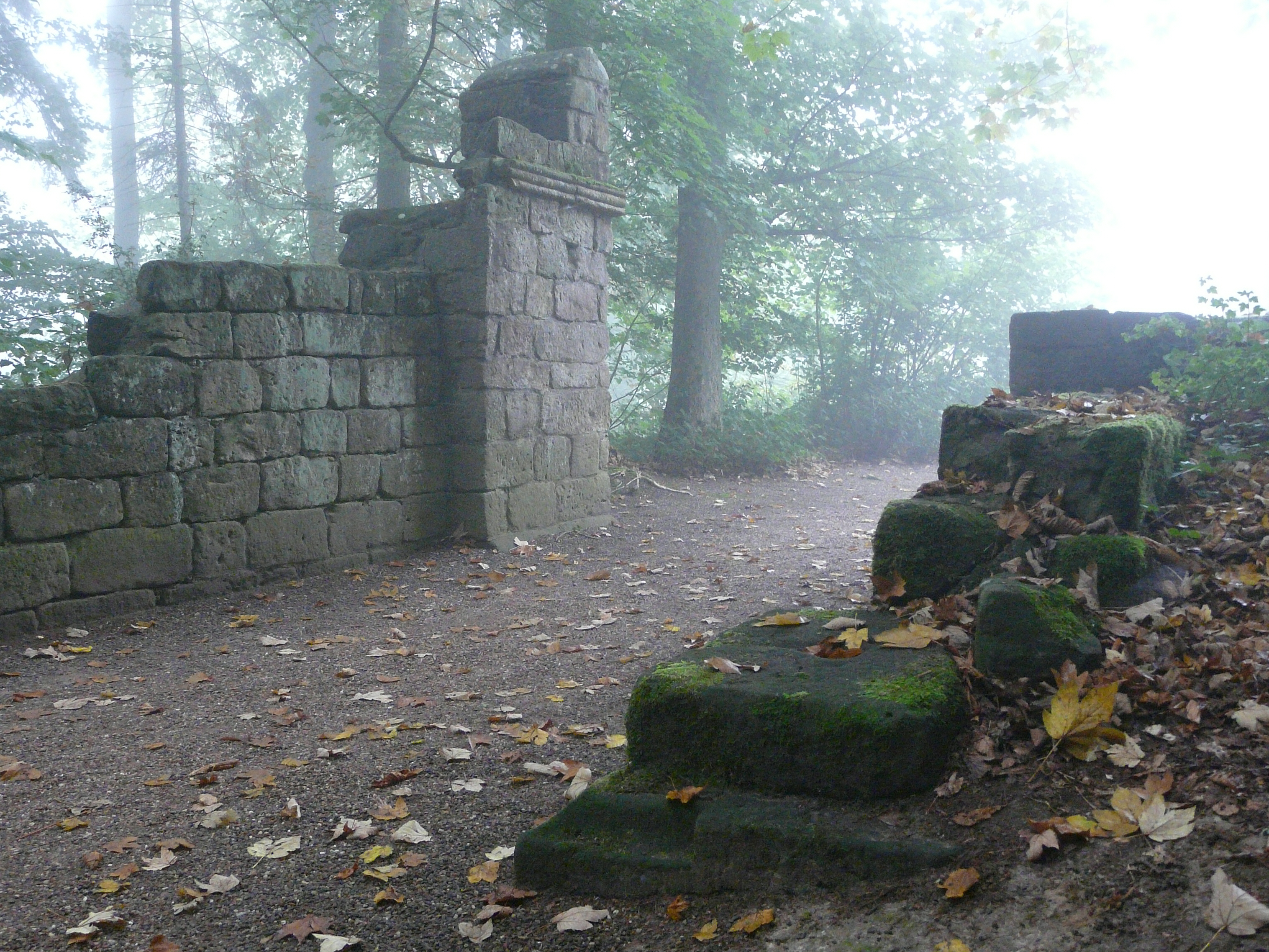
Rekonstruktion der Toranlage im Eulbacher Park (Anfang 19. Jh.), Innenansicht

Das Kastell Eulbach befindet sich in einem Waldstück zwischen den Michelstädter Stadtteilen Vielbrunn und Würzberg. Es liegt dort auf rund 510 Höhenmetern, auf der Kammlinie eines in nordsüdlicher Richtung verlaufenden Höhenzuges. Quer durch das Bodendenkmal führt die Bundesstraße 47, die Michelstadt mit Amorbach verbindet und an dieser Stelle ihre Scheitelhöhe erreicht. Rund 250 Meter östlich des Kastells zweigt die Landesstraße L 3349 von der B 47 nach Norden in Richtung Vielbrunn ab.
Unter der Annahme eines unbewaldeten Vorgeländes hätte die Kastellbesatzung von hier aus einen freien Blick in die östlichen und südöstlichen Täler bis nahe an den Main gehabt, umso mehr als die Kastellfläche nach Osten und Süden hin leicht geneigt war.
Etwa 150 Meter westlich des ehemaligen Kastellgeländes befindet sich das Jagdschloss Eulbach und der Eulbacher Park.

## Forschungsgeschichte
Nach der Vorverlegung des Limes um das Jahr 159 und der damit verbundenen Auflassung des Lagers war das Kastell Eulbach noch lange als Ruine sichtbar. So wird es Anfang des 9. und noch einmal im 11. Jahrhundert urkundlich erwähnt. Später entstand in diesem Bereich das Dorf Eulbach, das aber während des Dreißigjährigen Krieges vernichtet worden ist.
1806 wurde das Kastell bei landwirtschaftlichen Arbeiten wiederentdeckt und von Johann Friedrich Knapp im Auftrag des Grafen Franz I. zu Erbach-Erbach (1754–1823) untersucht und freigelegt. Zu dieser Zeit waren noch ein bis zwei Steinlagen des Mauerwerks vorhanden. Das Kastellbad konnte 1889 lokalisiert werden. Die wissenschaftliche archäologische Ausgrabung durch die Reichs-Limeskommission (RLK) unter der örtlichen Grabungsleitung von Friedrich Kofler im Jahre 1895 musste bereits eine weitgehende Zerstörung des Kastellareals konstatieren. Das feste Mauerwerk war völlig verschwunden und nur auf Grundlage der Fundamentgräben und einiger Geröllstickungen musste die ehemalige Gestalt des Lagers rekonstruiert werden.

## Befunde
Mit seiner Prätorialfront war das Kastell nach Osten, zu dem in etwa 80 Metern Entfernung vorbeilaufenden Limes hin ausgerichtet. Die Länge (Außenseite) der Vorderfront wurde mit 71,13 Meter, die der rückwärtigen Front mit 72,50 Meter berechnet, die Länge der linken Seitenflanke wurde mit 79,90 Meter, die der rechten Flanke mit 79,27 Meter veranschlagt. Dadurch ergeben sich Innenmaße von rund 70 × 78 Meter, was einer Fläche von rund 5500 Quadratmetern entspricht. Die Stärke der Wehrmauer betrug vermutlich knapp 1,10 Meter, sie war aus weißem Sandstein ausgeführt. Es wurden insgesamt drei Tore festgestellt, die Porta decumana (rückwärtiges Tor) fehlte oder war analog zu vergleichbaren Limeskastellen nur in Form einer kleinen Schlupfpforte ausgeführt und konnte mit den grabungstechnischen Methoden der Zeit nicht ermittelt werden. Die Porta praetoria (Haupttor) war Anfang des 19. Jahrhunderts vollständig abgetragen und auf Grundlage der Knapp’schen Befunddokumentation im Eulbacher Park rekonstruiert worden. Vor der Wehrmauer wurde das Lager, im Anschluss an eine etwa 75 Zentimeter breite Berme, von einem 6,00 Meter bis 7,50 Meter breiten und 1,50 Meter bis 1,60 Meter tiefen Graben umzogen, der vor der Porta principalis dextra (rechtes Seitentor) und der Porta principalis sinistra (linkes Seitentor) jeweils durch einen Erddamm unterbrochen war.
Auf der Lagerinnenseite befand sich hinter der Wehrmauer ein rund fünf Meter breiter Wall, der den Wehrgang trug. Die Lagerhauptstraßen, Via praetoria, Via decumana, Via principalis und Via muralis, waren mit Steinstickungen und einem Belag aus kleinen Steinen und Kieseln befestigt. Mauerreste von Gebäuden konnten nicht nachgewiesen werden, jedoch sprechen die Häufigkeit von Ziegelbruchfunden, sowie die als Fußböden interpretierten Pflasterungen für eine ehemals feste Innenbebauung.
Das Kastell Eulbach wird vermutlich von trajanischer Zeit an bis spätestens zum Jahre 159 genutzt worden sein und hat in dieser Zeit mindestens zwei Bauphasen vom Holz-Erde-Kastell bis zum Steinkastell durchlaufen. Bei der namentlich nicht bekannten Besatzung dürfte es sich um einen Numerus, eine Auxiliartruppen-Einheit von etwa 160 Mann Stärke gehandelt haben.

## Fundverbleib
Die Baureste und sonstige Funde wurden schon im Zuge der ersten Ausgrabungen zum größten Teil abgetragen und in den unmittelbar benachbarten Eulbacher Park gebracht, der zeitgleich angelegt wurde. Dort wurden sie weniger fachlich korrekt als vielmehr im Stile der Zeit rekonstruiert bzw. fanden, zusammen mit anderen Funden aus Odenwälder Limeskastellen, als Spolien der Landschaftsarchitektur Verwendung und können noch heute besichtigt werden. Darüber hinaus sind im Gelände nur noch schwache Spuren nachvollziehbar, zumal das Kastellgelände von der Bundesstraße 47 durchquert wird.

Römische Steindenkmäler im Eulbacher Park
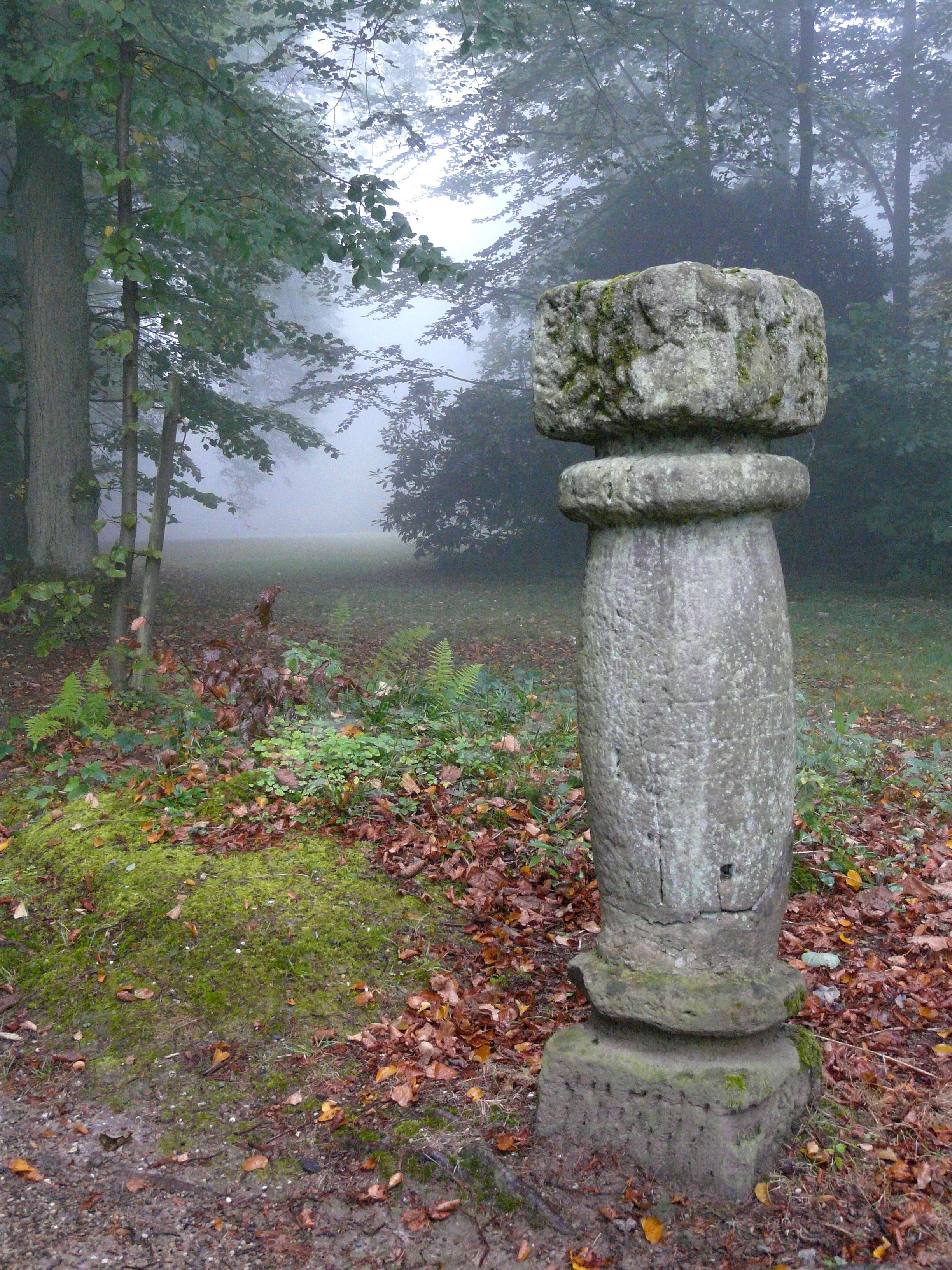
Steinsäule
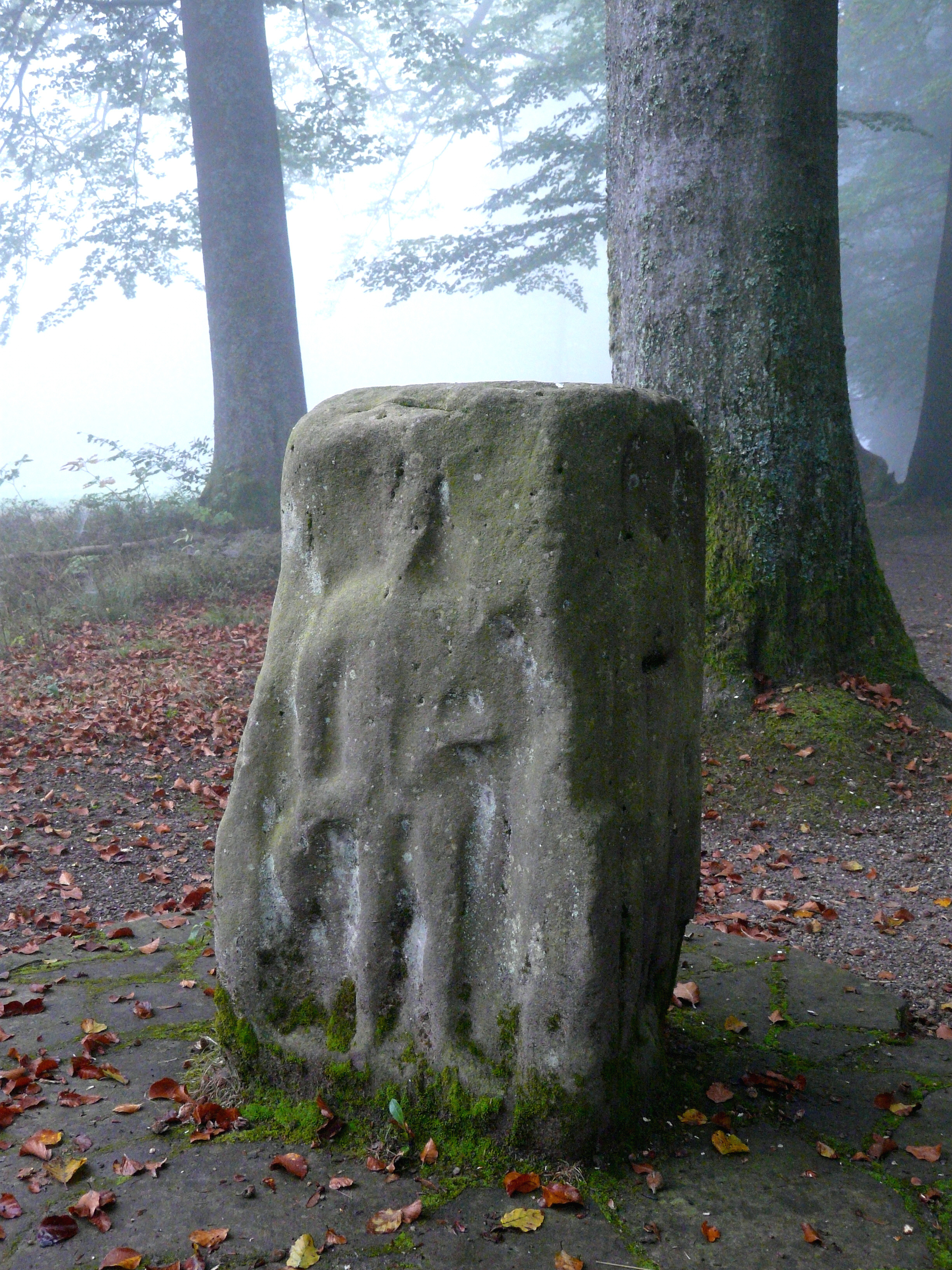
Viergötterstein
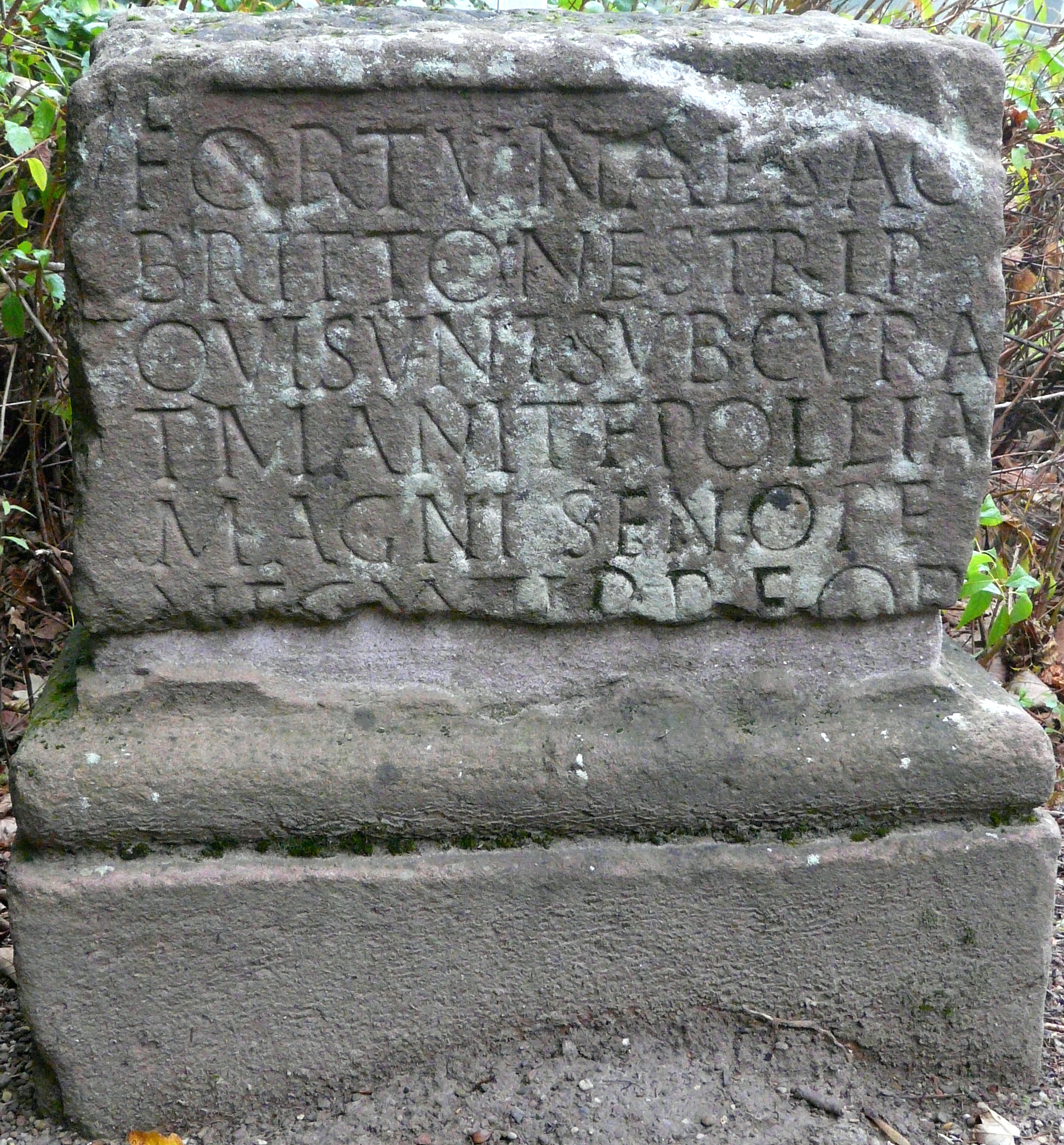
Inschriftenstein der Legio XXII Primigenia (CIL XIII, 06502)
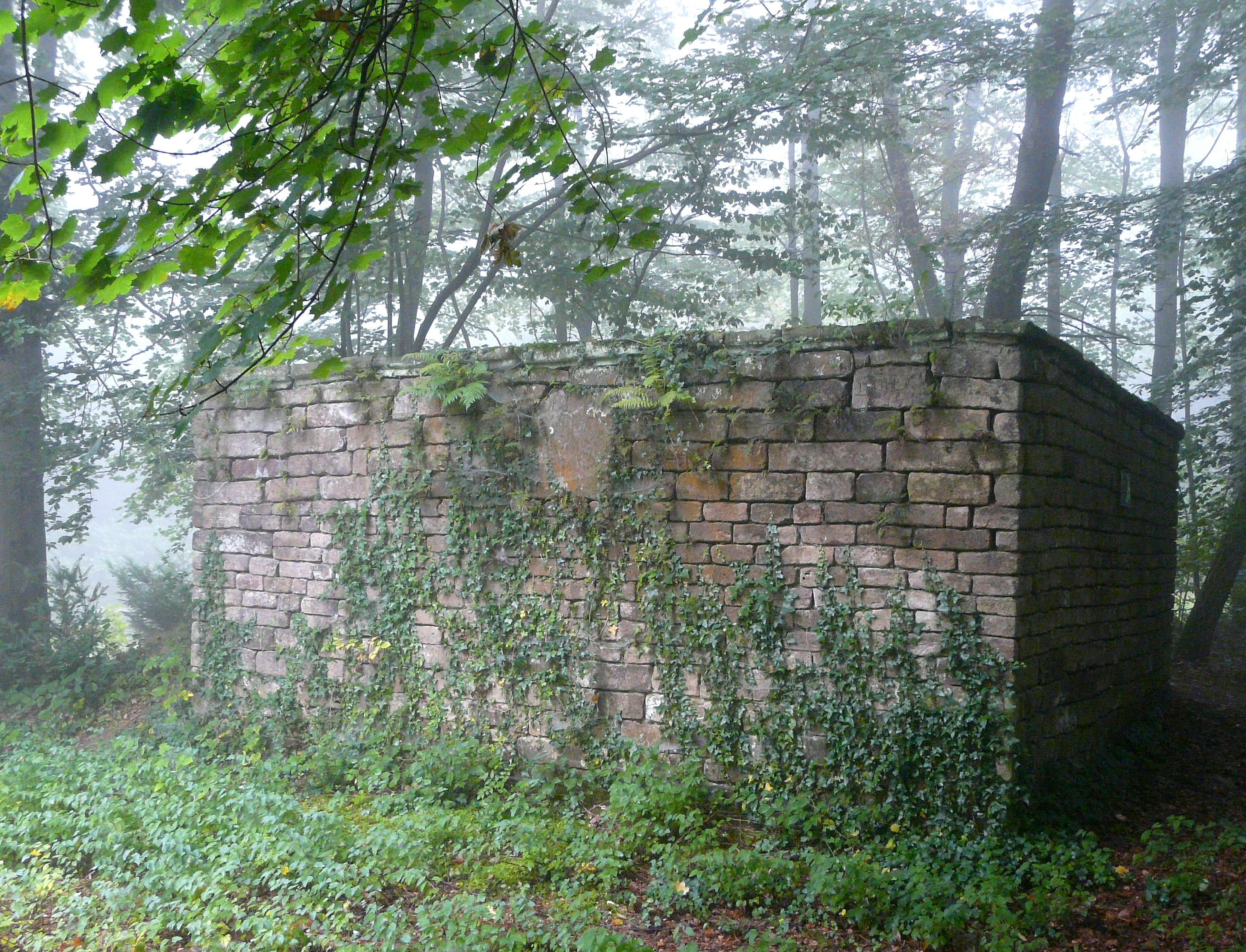
Rekonstruierter Wp 10/22

## Limesverlauf zwischen den Kastellen Eulbach und Würzberg
Vom Kastell Eulbach aus zieht der Limes weiter Richtung Süden, bis zum Wachturm Wp 10/22 durch Waldgelände. Unmittelbar südlich von Wp 10/22 verlässt er das bewaldete Gebiet und durchquert die landwirtschaftlich genutzten Flächen westlich des heutigen Würzberg, eines kleinen Ortsteils von Michelstadt. Hierbei greift er in einem großen Bogen nach Westen aus. Insgesamt steigt er in diesem Abschnitt nur geringfügig um etwa 15 Höhenmeter an.
| ORL      | Name/Ort               | Beschreibung/Zustand |
| -------- | ---------------------- | --- |
| ORL 48   | Kastell Eulbach        | siehe oben |
| Wp 10/21 | „In der Heumatte“      | 1887 von Friedrich Kofler entdeckte, jedoch nicht archäologisch untersuchte Turmstelle mit vermutlich einem Stein- und einem Holzturm. Die Fundstelle befindet sich auf einer Feuchtwiese in einem Teil des Eulbacher Wildparks. - Heute mit Kastanien bewachsene Turmstelle Wp 10/21 aus nördlicher Richtung - Wp 10/21 aus westlicher Richtung - Wp 10/21 aus westlicher Richtung - Turmstelle Wp 10/21, Nahaufnahme aus westlicher Richtung - Wp 10/21, Detail des südlichen Bereichs mit sichtbarem Abschnitt des Ringgrabens |
| Wp 10/22 | „Am Vogelherdschlag“   | Turmstelle, zum einen des deutlich sichtbaren Turmhügels eines noch nicht untersuchten Holzturms mit Ringgraben, zum zweiten eines Steinturms, der bereits zu Zeiten Knapps ausgegraben und mitsamt seiner Bauinschrift in den Eulbacher Park versetzt worden war, wo man den Inschriftenstein fälschlicherweise zum Grabstein deklarierte. Die Bauinschrift lautet: ] / [N(VMERVS) B]RITTO [N]VM TRI [PV]T(IENSIVM) IMP(ERATORE) [A]NT(ONINO) IIII CO(N)S(ULE) Übersetzt: („Errichtet von dem) Numerus der Brittones Triputienses, (als) Imperator Antoninus Pius zum vierten Mal Consul (war).“ Demnach wäre der Turm von einem Numerus der Brittones Triputienses im Jahre 145 errichtet worden. Der Steinturm besaß einen annähernd quadratischem Grundriss, dessen Seitenlängen ungefähr 5,40 Meter bis 5,45 Meter betrugen. Der Befund einer Türschwelle im Erdgeschoss (bei Nachgrabungen im Jahr 1986) war singulär und unterscheidet den Turm von allen anderen bisher untersuchten Wachtposten des Odenwaldlimes, da sich bei diesen der Zugang stets im Zwischengeschoss befunden hatte. Die Grundmauern wurden an Ort und Stelle konserviert, der Fundort mit einem kleinen Parkplatz versehen. |
| Wp 10/23 | „Auf der Höhe 535,5“   | Auf Grund der durchschnittlichen Entfernungen zwischen Limeswachtürmen und der topographischen Gegebenheiten, sowie auf Grund des Umstandes, dass in alten Flurkarten diese Stelle mit „Römerburg“ gekennzeichnet ist, vermutete, aber nicht nachgewiesene und/oder archäologisch ausgegrabene Turmstelle. |
| Wp 10/24 | „Im Würzberger Feld“   | Auf Grund der durchschnittlichen Wachturmentfernungen und der Topographie des Geländes, sowie auf Grund eines hohen Streufundaufkommens in diesem Bereich vermutet, aber nicht archäologisch nachgewiesen. |
| Wp 10/25 | „Auf dem Roten Buckel“ | Turmstelle eines Holz- und eines Steinturms im Waldrand am Roten Buckel (540,2 m ü. NN). Die Turmstelle wurde erst 1975 archäologisch ausgegraben. Der Steinturm besaß einen quadratischen Grundriss von 5,40 Meter Seitenlänge, seine Mauerstärke betrug zwischen 0,80 Meter und 0,90 Meter. Die Mauer war als Schalenmauerwerk mit sorgfältig bearbeiteten Blendschalen und einem Kern aus Gussmörtel mit Steinbruchstücken ausgeführt. Starke Brandschuttvorkommen weisen auf ein Ende des Turms durch Feuer hin. Bei der rund 12 Meter nördlich des Steinturmes liegenden Holzturmstelle handelt es sich um eine zweiperiodige Anlage, die von zwei Ringgräben umgeben war. Dabei war der jüngere Spitzgraben in die Verfüllung der älteren fossa punica eingetieft worden. Die steinernen Trockenmauer-Fundamente der Holztürme waren bereits stark gestört. An dieser Wachturmstelle wurden in geringer Zahl Tierknochen gefunden, die Hinweise auf die Ernährung der Soldaten liefern. Es zeigte sich, dass dabei Schaf beziehungsweise Ziege dominierten, während Schwein und Rind weit weniger verzehrt wurden. Dieses Fundspektrum ist nicht untypisch für viele Militärplätze. Die Grundmauern des Steinturms sind konserviert, die Holzturmstelle ist durch ihren Ringgraben noch gut im Gelände wahrzunehmen. Etwa 800 Meter westlich befindet sich der Adlerstein, der auf den (gefälschten) Fund eines römischen Legionsadlers hinweist. - Wp 10/25, Holzturmstelle (Blickrichtung Würzberg) - Wp 10/25, Steinturm, Grabungsbefund 1975 - Wp 10/25, Rekonstruktion (Zustand Sept. 2009) - Wp 10/25, Keramikfunde der Ausgrabung 1975 |
| ORL 49   | Kastell Würzberg       | → Hauptartikel : Kastell Würzberg [ A 13 ] |

## Denkmalschutz
Das Kastell Eulbach und die anschließenden Limesbauwerke sind Bodendenkmale nach dem Hessischen Denkmalschutzgesetz. Nachforschungen und gezieltes Sammeln von Funden sind genehmigungspflichtig, Zufallsfunde an die Denkmalbehörden zu melden.